# Campionato mondiale di hockey su ghiaccio femminile
Il Campionato mondiale di hockey su ghiaccio femminile della IIHF si svolge in forma ufficiale dal 1990. Con l'ingresso dell'hockey su ghiaccio fra le discipline olimpiche femminili il torneo viene sospeso in concomitanza dell'evento a cinque cerchi. Nel 1995 e nel 1996, al posto del Campionato mondiale si è svolta un'altra competizione, la IIHF Pacific Rim Women's Hockey Championship o Pacific Rim Championship. La nazionale campione in carica è quella degli Canada, che nel 2022 ha sconfitto in finale l'altra potenza mondiale, gli Stati Uniti.

## Albo d'oro
| NB: | Le edizioni del 1991, 1993, 1995 e del 1996 non si sono organizzate; dal 1998 al 2014 negli anni dei Giochi olimpici invernali non venne organizzato il campionato mondiale; nel 2003 non si è disputato il campionato del Gruppo A a causa dell'epidemia di SARS, mentre si sono disputare regolarmente le divisioni inferiori. Dal 2014 negli anni olimpici non si disputa il Gruppo A mentre le divisioni inferiori disputano regolarmente le loro gare. |

| Anno | Oro                                                                                                | Argento                                                                                            | Bronzo                                                                                             | Sede                                                                                               | Nazione ospitante                                                                                  |
| ---- | -------------------------------------------------------------------------------------------------- | -------------------------------------------------------------------------------------------------- | -------------------------------------------------------------------------------------------------- | -------------------------------------------------------------------------------------------------- | -------------------------------------------------------------------------------------------------- |
| 1990 | Canada                                                                                             | Stati Uniti                                                                                        | Finlandia                                                                                          | Ottawa                                                                                             | Canada                                                                                             |
| 1992 | Canada                                                                                             | Stati Uniti                                                                                        | Finlandia                                                                                          | Tampere                                                                                            | Finlandia                                                                                          |
| 1994 | Canada                                                                                             | Stati Uniti                                                                                        | Finlandia                                                                                          | Lake Placid                                                                                        | Stati Uniti                                                                                        |
| 1997 | Canada                                                                                             | Stati Uniti                                                                                        | Finlandia                                                                                          | Kitchener                                                                                          | Canada                                                                                             |
| 1999 | Canada                                                                                             | Stati Uniti                                                                                        | Finlandia                                                                                          | Espoo e Vantaa                                                                                     | Finlandia                                                                                          |
| 2000 | Canada                                                                                             | Stati Uniti                                                                                        | Finlandia                                                                                          | Mississauga                                                                                        | Canada                                                                                             |
| 2001 | Canada                                                                                             | Stati Uniti                                                                                        | Russia                                                                                             | Minneapolis                                                                                        | Stati Uniti                                                                                        |
| 2003 | Cancellato a causa dell'epidemia di SARS in Cina                                                   | Cancellato a causa dell'epidemia di SARS in Cina                                                   | Cancellato a causa dell'epidemia di SARS in Cina                                                   | Pechino                                                                                            | Cina                                                                                               |
| 2004 | Canada                                                                                             | Stati Uniti                                                                                        | Finlandia                                                                                          | Halifax e Dartmouth                                                                                | Canada                                                                                             |
| 2005 | Stati Uniti                                                                                        | Canada                                                                                             | Svezia                                                                                             | Linköping e Norrköping                                                                             | Svezia                                                                                             |
| 2007 | Canada                                                                                             | Stati Uniti                                                                                        | Svezia                                                                                             | Winnipeg e Selkirk                                                                                 | Canada                                                                                             |
| 2008 | Stati Uniti                                                                                        | Canada                                                                                             | Finlandia                                                                                          | Harbin                                                                                             | Cina                                                                                               |
| 2009 | Stati Uniti                                                                                        | Canada                                                                                             | Finlandia                                                                                          | Hämeenlinna                                                                                        | Finlandia                                                                                          |
| 2011 | Stati Uniti                                                                                        | Canada                                                                                             | Finlandia                                                                                          | Zurigo e Winterthur                                                                                | Svizzera                                                                                           |
| 2012 | Canada                                                                                             | Stati Uniti                                                                                        | Svizzera                                                                                           | Burlington                                                                                         | Stati Uniti                                                                                        |
| 2013 | Stati Uniti                                                                                        | Canada                                                                                             | Russia                                                                                             | Ottawa                                                                                             | Canada                                                                                             |
| 2014 | Il Gruppo A non è presente per i Giochi olimpici invernali. Disputate solo le divisioni inferiori. | Il Gruppo A non è presente per i Giochi olimpici invernali. Disputate solo le divisioni inferiori. | Il Gruppo A non è presente per i Giochi olimpici invernali. Disputate solo le divisioni inferiori. | Il Gruppo A non è presente per i Giochi olimpici invernali. Disputate solo le divisioni inferiori. | Il Gruppo A non è presente per i Giochi olimpici invernali. Disputate solo le divisioni inferiori. |
| 2015 | Stati Uniti                                                                                        | Canada                                                                                             | Finlandia                                                                                          | Malmö                                                                                              | Svezia                                                                                             |
| 2016 | Stati Uniti                                                                                        | Canada                                                                                             | Russia                                                                                             | Kamloops                                                                                           | Canada                                                                                             |
| 2017 | Stati Uniti                                                                                        | Canada                                                                                             | Finlandia                                                                                          | Plymouth                                                                                           | Stati Uniti                                                                                        |
| 2018 | Il Gruppo A non è presente per i Giochi olimpici invernali. Disputate solo le divisioni inferiori. | Il Gruppo A non è presente per i Giochi olimpici invernali. Disputate solo le divisioni inferiori. | Il Gruppo A non è presente per i Giochi olimpici invernali. Disputate solo le divisioni inferiori. | Il Gruppo A non è presente per i Giochi olimpici invernali. Disputate solo le divisioni inferiori. | Il Gruppo A non è presente per i Giochi olimpici invernali. Disputate solo le divisioni inferiori. |
| 2019 | Stati Uniti                                                                                        | Finlandia                                                                                          | Canada                                                                                             | Espoo                                                                                              | Finlandia                                                                                          |
| 2020 | Cancellato per la pandemia di COVID-19                                                             | Cancellato per la pandemia di COVID-19                                                             | Cancellato per la pandemia di COVID-19                                                             | Halifax e Truro                                                                                    | Canada                                                                                             |
| 2021 | Canada                                                                                             | Stati Uniti                                                                                        | Finlandia                                                                                          | Calgary                                                                                            | Canada                                                                                             |
| 2022 | Canada                                                                                             | Stati Uniti                                                                                        | Rep. Ceca                                                                                          | Herning e Frederikshavn                                                                            | Danimarca                                                                                          |
| 2023 | Stati Uniti                                                                                        | Canada                                                                                             | Rep. Ceca                                                                                          | Brampton                                                                                           | Canada                                                                                             |

## Medagliere
| Stato       | Oro | Argento | Bronzo | Totale |
| ----------- | --- | ------- | ------ | ------ |
| Canada      | 12  | 9       | 1      | 21     |
| Stati Uniti | 10  | 12      | 0      | 21     |
| Finlandia   | 0   | 1       | 13     | 14     |
| Russia      | 0   | 0       | 3      | 3      |
| Svezia      | 0   | 0       | 2      | 2      |
| Svizzera    | 0   | 0       | 1      | 1      |
| Rep. Ceca   | 0   | 0       | 2      | 2      |